# Capemisa
Capemisa Seguradora é o maior sistema empresarial privado sem fins lucrativos brasileiro do ramo de previdência complementar, seguros e assistência financeira, fundada como Caixa de Pecúlios, Pensões e Montepios Beneficente (também conhecido como CAPEMI), foi proprietária da Agropecuária Capemi, contratada pelo Instituto Brasileiro de Desenvolvimento Florestal (IBDF) para extrair e comercializar toda a madeira da área que seria inundada com a construção da Usina Hidrelétrica de Tucuruí em 1975.

## Fundação
A empresa foi fundada em 24 de julho de 1960 inicialmente com a sigla CAPEMA (Caixa de Pecúlio Mauá) pelo coronel de exército e líder espírita Jaime Rolemberg de Lima. Sua ideia era gerar recursos para prover atividades filantrópicas desenvolvidas por entidades criadas por Rolemberg e um grupo de amigos, seguindo a diretriz espírita de doação ao próximo. Dentre as entidades subvencionadas, estavam o Lar Fabiano de Cristo e a antiga CAVADI – Casa do Velho Assistencial e Divulgadora.

## Desenvolvimento empresarial
Durante a década de 60, a Empresa se estabeleceu como uma caixa de montepio, um pecúlio deixado pelo contribuinte após sua morte a um beneficiário expresso em contrato. Esse benefício poderia retornar de uma vez ou em parcelas mensais. O montepio é uma forma primária de seguro e pensão por morte. Grande público-alvo desse produto eram os militares das forças armadas, que eram descontados diretamente em seus salários das parcelas de capitalização do montepio. Tal participação militar no fundo fez com que a CAPEMA alterasse sua razão social para CAPEMI (Caixa de Pecúlio dos Militares).
O grupo CAPEMI, designado Caixa de Pecúlios, Pensões e Montepios Beneficente, contou com o Fucap – Fundos de Pensão CAPEMI (fundado em 1981), Conapp – Companhia Nacional de Seguros –, a Salutar (convênio médico), a CREDIMISA (financeira) e o Instituto Capemi de Ação Social, que é mantenedor do Lar Fabiano de Cristo e da CAVADI.
Desde 2008, a CAPEMI deu lugar ao grupo CAPEMISA, Sociedade Anônima que engloba as empresas CAPEMISA SOCIAL, CAPEMISA VIDA E PREVIDÊNCIA, SALUTAR, FUCAP E LAR FABIANO DE CRISTO. O grupo também é investidor da construção do Shopping Paralela, na Região Metropolitana de Salvador, inaugurado no final de 2008[6] e possui, na mesma cidade, um outro shopping center com o nome de CAPEMI.

## Escândalo Capemi
Uma Comissão Parlamentar de Inquérito (CPI) instaurada na década de 1980 apurou vários atos de corrupção envolvendo a Agropecuária Capemi, contratada para extrair e comercializar toda a madeira da área que seria inundada com a construção da Usina Hidrelétrica de Tucuruí. A empresa foi criada apenas três meses antes do lançamento da licitação que previa as atividades de extração e comercialização da madeira. A Agropecuária Capemi faliu, tendo desmatado apenas 10% da área contratada. A represa causou desastre ambiental, causando o fenômeno da eutrofização, que é a liberação do dióxido de carbono e do metano devido à decomposição do material orgânico inundado.
Para obter recursos para a compra do maquinário necessário à realização do desmatamento, a Agropecuária Capemi conseguiu um empréstimo de 100 milhões de dólares com o Banco Nacional de Paris, que teria sido avalizado pelo Banco Nacional de Crédito Cooperativo (BNCC). A Agropecuária Capemi sacou 25 milhões de dólares comprometendo-se a pagar até 1984, no entanto o empréstimo foi pago pelo pelo Banco Nacional de Crédito Cooperativo (BNCC), avalista no negócio. As comissões nas compras de equipamentos chegavam a 25%. De tudo isso, porém, devem-se deduzir os investimentos efetivamente realizados, pagamento de mais de dois mil operários por cerca de dois anos e meio e outras despesas financeiras legítimas.